# Trzeci gabinet Billy’ego Hughesa
Trzeci gabinet Billy’ego Hughesa (ang. the Third Hughes Ministry) – czternasty gabinet federalny Australii, urzędujący od 17 lutego do 5 maja 1917 roku. Był pierwszym gabinetem tworzonym przez nowo założoną Nacjonalistyczną Partię Australii (NPA), która powstała w wyniku fuzji Narodowej Partii Pracy, kierowanej przez premiera Billy’ego Hughesa, ze Związkową Partią Liberalną, której przewodził były premier Joseph Cook.
Gabinet urzędował przez niespełna trzy miesiące, do przeprowadzonych w maju 1917 wyborów, które przyniosły zdecydowane zwycięstwo NPA, dzięki czemu powołany po wyborach czwarty gabinet Hughesa był w znacznej mierze kontynuacją trzeciego gabinetu tego premiera.

## Skład
| stanowisko                                     | członek gabinetu |
| ---------------------------------------------- | ---------------- |
| premier                                        | Billy Hughes     |
| prokurator generalny                           | Billy Hughes     |
| minister marynarki wojennej                    | Joseph Cook      |
| minister skarbu                                | John Forrest     |
| minister obrony                                | George Pearce    |
| minister robót publicznych i kolei             | William Watt     |
| minister spraw wewnętrznych i terytoriów       | Patrick Glynn    |
| minister handlu i ceł                          | Jens Jensen      |
| minister poczty                                | William Webster  |
| wiceprzewodniczący Federalnej Rady Wykonawczej | Edward Millen    |
| ministrowie bez teki                           | Littleton Groom  |
| ministrowie bez teki                           | Edward Russell   |